# Vizcondado de Macintos
El Vizcondado de Macintos fue un título nobiliario español, un Vizcondado previo creado por el rey Carlos II en 5 de junio de 1683 a favor de Miguel Fernández de Córdoba y de Alagón, Zúñiga y Quesada, antes de concederle la dignidad de marqués de Peñalba, la cual le fue otorgada el 22 de agosto de 1684. En virtud de su naturaleza de Vizcondado previo, el título se suprimió cuando el Marquesado de Peñalba le fue entregado al beneficiado. 
Miguel Fernández de Córdoba y de Alagón, Zúñiga y Quesada nació en Madrid el 17 de marzo de 1634 (siendo bautizado en San Martín el 27 de mayo de aquel mismo año), y falleció en Valencia el 24 de enero de 1684. Hijo de Cristóbal Luis Fernández de Córdoba Aragón y Alagón —nacido en Madrid, bautizado el 14 de octubre de 1598, y fallecido en Madrid en 20 de septiembre de 1660— y de Leonor de Zúñiga Tejada y Mendoza —segunda hija de Francisco de Tejada y Guzmán, señor de la Casa y Solar de Valdosera y de la villa de Marchamalo, presidente de la Casa de Contratación de Indias en Sevilla, ministro del Supremo Consejo y Cámara de Castilla;y de Teresa de Mendoza y Quiñones, señora de la villa de Marchamalo—.
Casó con Constanza de Bazán y Pérez de Barradas, Señora de Peñalba, quien era hija de Gaspar de Bazán y Herrera, señor de Peñalba y de Macintos, Caballero de la Orden de Santiago; y de Leonor Pérez de Barradas y Aguado (hermana de Antonio, I marqués de Cortes de Graena.
Puede consultarse aquí su genealogía completa.